# Bednarz (wzgórze)
Bednarz (niem. Kiefer-Berg ) – szczyt w północnej części Wzgórz Dębowych w południowo-zachodniej Polsce o wysokości 301 m n.p.m.

## Szlaki turystyczne
Sienice – Kondratowice – Rakowice – Maleszów – Janowiczki – Bednarz – Stachów – Las nad Czerwieńcem – Jakubów – Ciepłowody – Karczowice